# Ruta 100
Los Autotransportes Urbanos de Pasajeros Ruta 100, también comercialmente Ruta 100, fue un organismo descentralizado mexicano con personalidad jurídica y patrimonio propios dependiente del Departamento del Distrito Federal. La red disponía de 262 líneas y una flota de 7500 autobuses.
El servicio proporcionó transporte de pasajeros tanto en la Ciudad de México como en municipios conurbados del Estado de México desde el año 1981 hasta el año 1995, año en que se declaró en quiebra y desapareció.
La desaparición de la Ruta 100 fue decretada durante la regencia de Óscar Espinosa Villarreal, el cual aceleró el proceso de privatización del transporte público en la Ciudad de México, iniciado por su antecesor, Manuel Camacho Solís.
Según la opinión de expertos en transporte público, como Jorge Legorreta, Ruta 100 "se convirtió en la empresa estatal de autobuses más importante y eficiente que ha tenido la Ciudad de México", y el tiempo que existió marcó "la época de oro del servicio público de transporte, fundamentado en una política social de subsidios plenamente justificada".

## Historia

### Antecedentes
Los antecedentes de Ruta 100 se remontan a 1942, cuando se fundó la línea de autobuses Lomas de Chapultepec Primera Clase, que ofrecía su servicio sobre Paseo de la Reforma.
En 1958, el DDF, encabezado por el regente Ernesto P. Uruchurtu, intervino la línea, cuyos propietarios enfrentaban problemas de solvencia económica, por lo que pasó a formar parte de la administración capitalina con el nombre Servicio Lomas de Chapultepec-Reforma Ruta 100.
La línea administrada por el DDF se caracterizó por su eficiencia y buen servicio. En tanto, la denominada Alianza de Camioneros de México concentraba la mayoría de las rutas que corrían por la Ciudad de México, la cual ofrecía un servicio deficiente, esto porque existían automotores en estado regular a deficiente según algunos testimonios de usuarios de la época, nula o pobre capacitación de sus operadores, aumento indiscriminado de las tarifas durante varios años, sobrecupo de unidades así como asignación indistinta de servicios de primera y regulares sin distinción alguna y distribución desigual de los recorridos e itinerarios.
Esta alianza de concesionarios, conocida como pulpo camionero, "se encontraba en manos, principalmente, de Isidoro Rodríguez y Rubén Figueroa, dos poderosos líderes de camiones urbanos y foráneos en ese entonces".
En enero de 1981, el entonces regente del Distrito Federal Carlos Hank González anunció la revocación de concesiones otorgadas a los particulares para la prestación del servicio de transporte urbano de pasajeros en autobuses. Se creó una comisión liquidadora, que solicitó a la Comisión Nacional de Avalúos proceder a la indemnización de los permisionarios conforme a la ley.
Ante la situación, el DDF y la Alianza de Camioneros de México celebraron un convenio para mejorar la calidad del transporte. Los concesionarios se comprometieron a renovar 2 mil 400 unidades, racionalizar los recorridos y ofrecer seguro del viajero.
Sin embargo, después de siete meses, los acuerdos firmados no se cumplieron en su totalidad, por lo que el 18 de agosto de 1981 el entonces presidente José López Portillo emitió un decreto por el que se creó un organismo descentralizado con personalidad jurídica y patrimonio propios, denominado Autotransportes Urbanos de Pasajeros R-100, con el objetivo de prestar servicio de transporte de pasajeros en el DF y zonas conurbadas.

### Primeros años

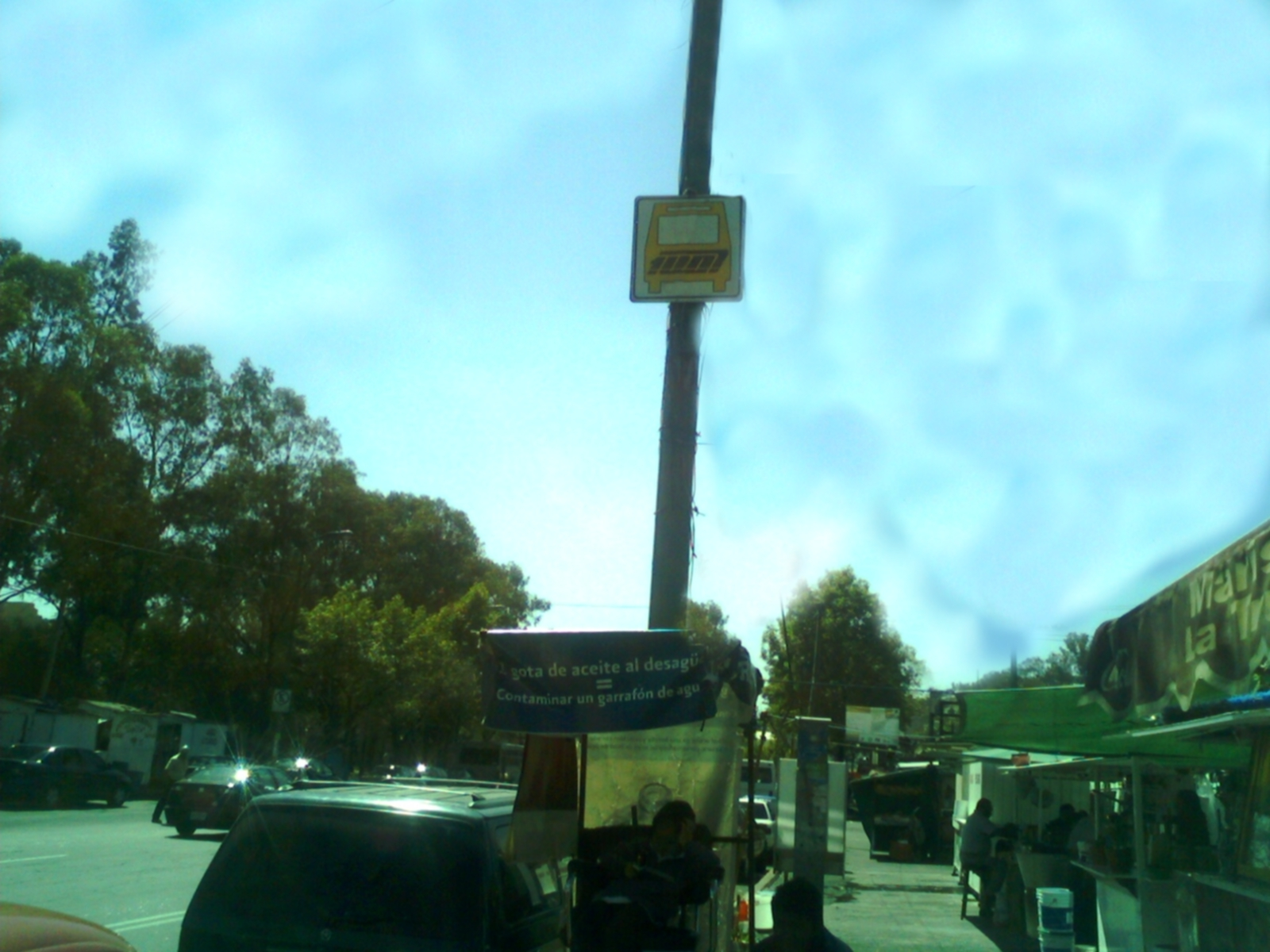
Signalética de parada de Ruta 100.

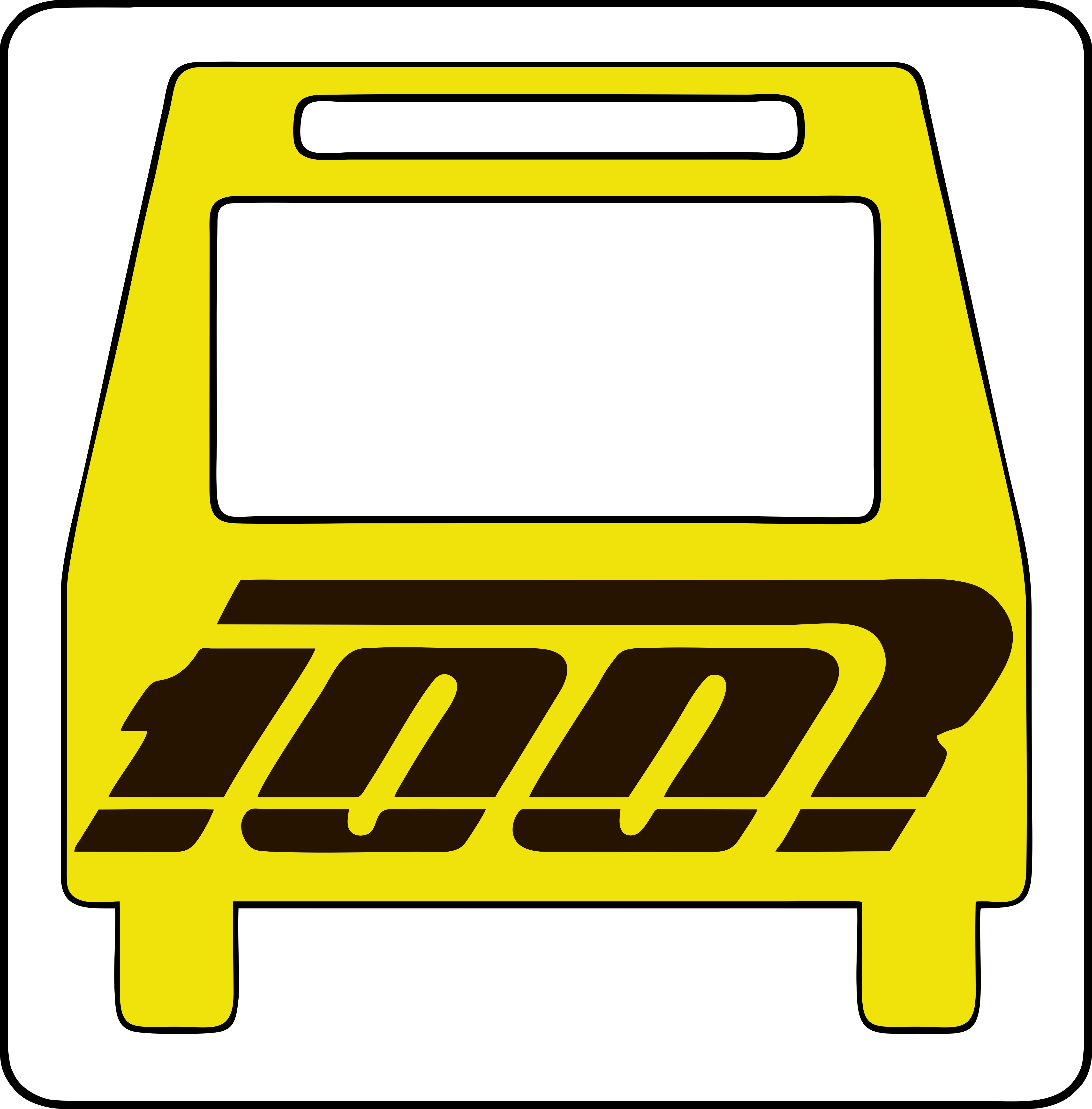
Signalética de parada del Ruta 100

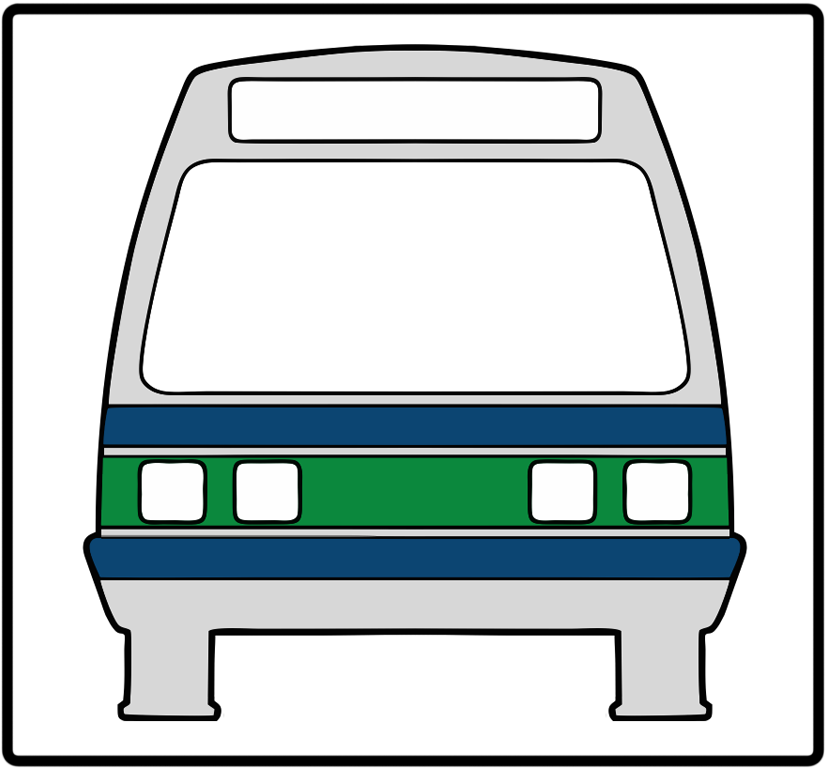
Signalética de Parada Ruta 100, con el esquema de colores "ecológico"; antes del momento de la quiebra en 1995.

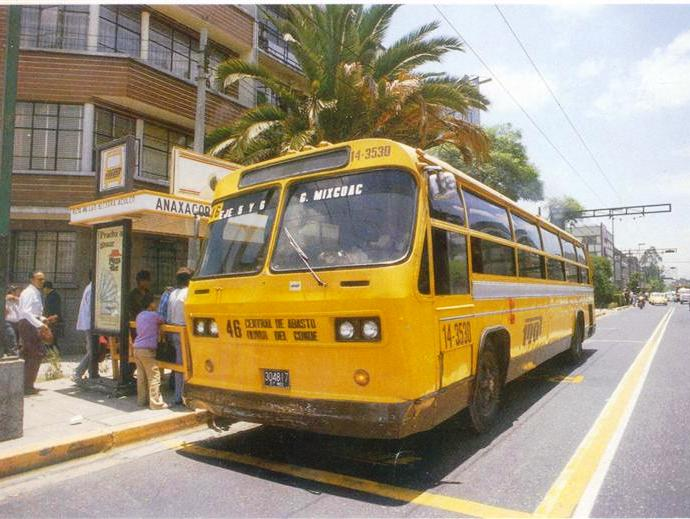
Autobús Ruta 100 Carrocerías CASA.

A partir del decreto de López Portillo, el 25 de septiembre de 1981 Hank González anunció que todos los bienes de las 86 empresas privadas del transporte que operaban en ese entonces en el Distrito Federal, incluidos sus 76 encierros, pasaron a formar parte del DDF a través de R-100.
El objetivo era convertir a la empresa en el modelo de transporte urbano tanto en el ámbito administrativo como en el de operación.
En 1983, dos años después de su creación, R-100 pintó los autobuses del antiguo pulpo camionero de color amarillo y reordenó las rutas.
Para ese año, el servicio ya cubría 86% de la superficie de la Ciudad de México y su Área Metropolitana, con una red de 4 mil 800 kilómetros.
Para 1985 había 7 mil 100 kilómetros de servicio en trayectos mejor planificados y con las tarifas más bajas que los autobuses del Estado de México. Inclusive varias rutas de R-100 penetraban a municipios conurbados. Además que la misma empresa actuó con responsabilidad durante el Terremoto sufrido en 1985 prestando apoyo a los cuerpos de emergencia, acondicionando autobuses y módulos como aulas y albergues,y presto servicio gratuito durante el tiempo de recuperación de la ciudad.
La mayoría de las unidades de R-100 que prestaban el servicio eran las mismas de las empresas expropiadas, por lo que, como parte del Programa de Renovación y Adquisición de Autobuses, emprendido entre 1981 y 1986, se adquirieron nuevos automotores MASA SOMEX, de fabricación nacional.
En sus mejores momentos (en las postrimerías de los años 90), R-100 contaba con un parque de 7 mil 500 autobuses.
No obstante, los intereses políticos y presiones sindicales, impulsaron al gobierno del Distrito Federal, a ceder concesiones del transporte de la Ciudad a vehículos de baja capacidad, tipo microbuses, que comenzaron a operar en 1987 (Los microbuses son vehículos con capacidad de entre 15 y 45 personas y se utilizan para cerca del 65% de los viajes totales en la Ciudad de México). 

### La huelga de 1989

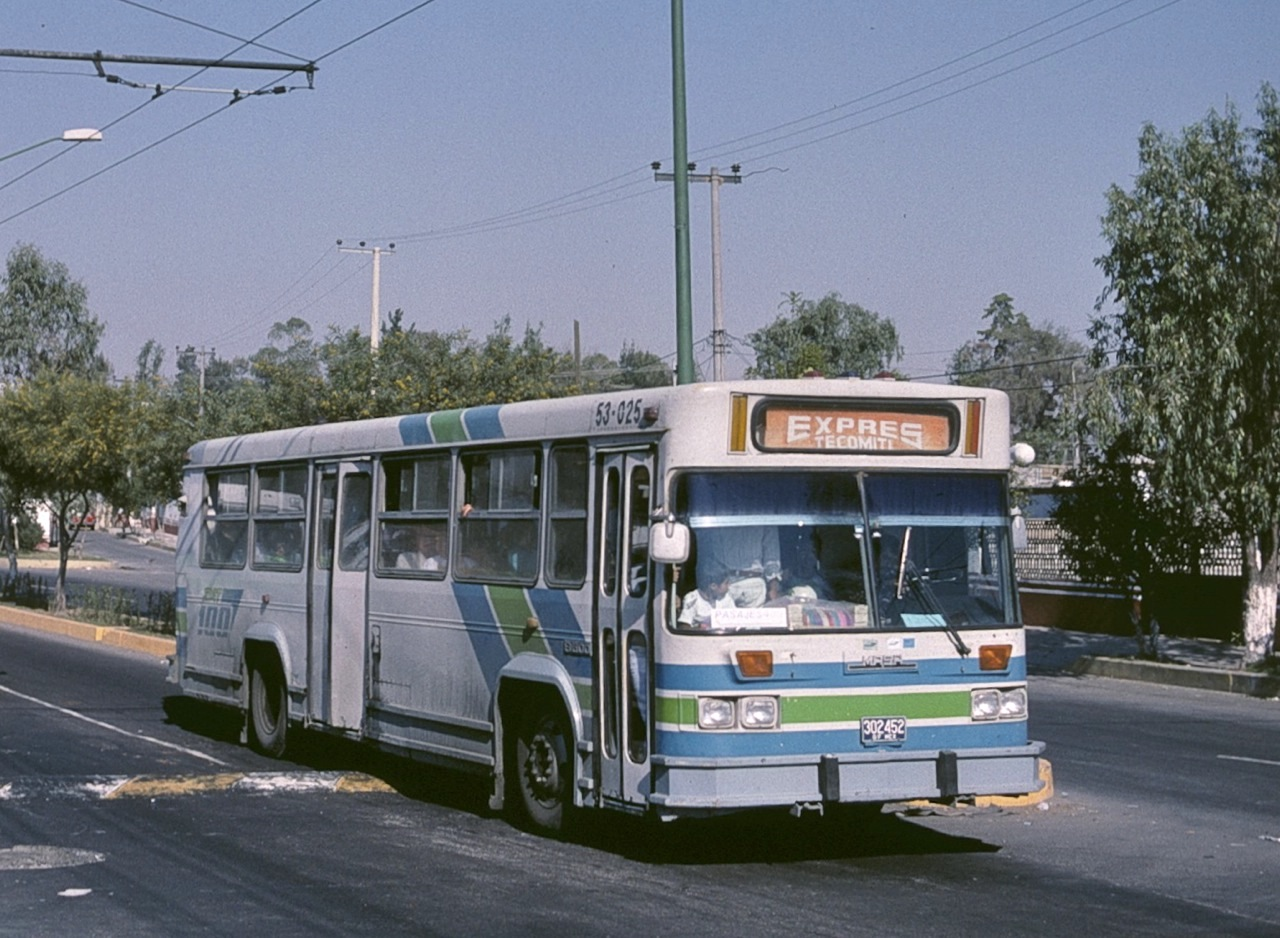
Autobús Ruta 100 Carrocería Mexicana de Autobuses - MASA, años 80 a 90

El 3 de mayo de 1989 el Sutaur-100 inició una huelga en demanda de aumentos salariales. De inmediato se activó un plan emergente de transporte para suplir los autobuses de Ruta 100, en el que incluso participó el Ejército con sus vehículos oficiales.
El sindicato exigía aumento salarial de 100%, mientras el gobierno ofreció 12% y luego 14%, pero el sindicato decidió lanzarse a la huelga "confiando plenamente en su importancia estratégica y su capacidad de resistencia".
Un tribunal de asuntos laborales declaró ilegal la huelga, mientras el Ejército y la Policía prestaban el servicio, desactivando la presión de los trabajadores.
El 6 de mayo se decretó la ocupación inmediata y total de los derechos y bienes del organismo.
El 9 de mayo el sindicato aceptó la oferta de aumento salarial de 14% y se restableció el servicio.
El sindicato no sólo perdió la huelga, sino incluso unas 7 mil de las 20 mil plazas laborales que tenía.
En tanto, el D.F., encabezado entonces por Manuel Camacho Solís, cedía los espacios del transporte urbano sustraídos a R-100 a los concesionarios de microbuses, que comenzaron a operar en 1987.
"El crecimiento desbordado de los concesionarios de microbuses rebasó aparentemente los marcos de control por parte del Estado, cuya actitud fue la de solapar y tolerar las movilizaciones de reclamo de este grupo por mayores espacios urbanos para la transportación".

### Los últimos años

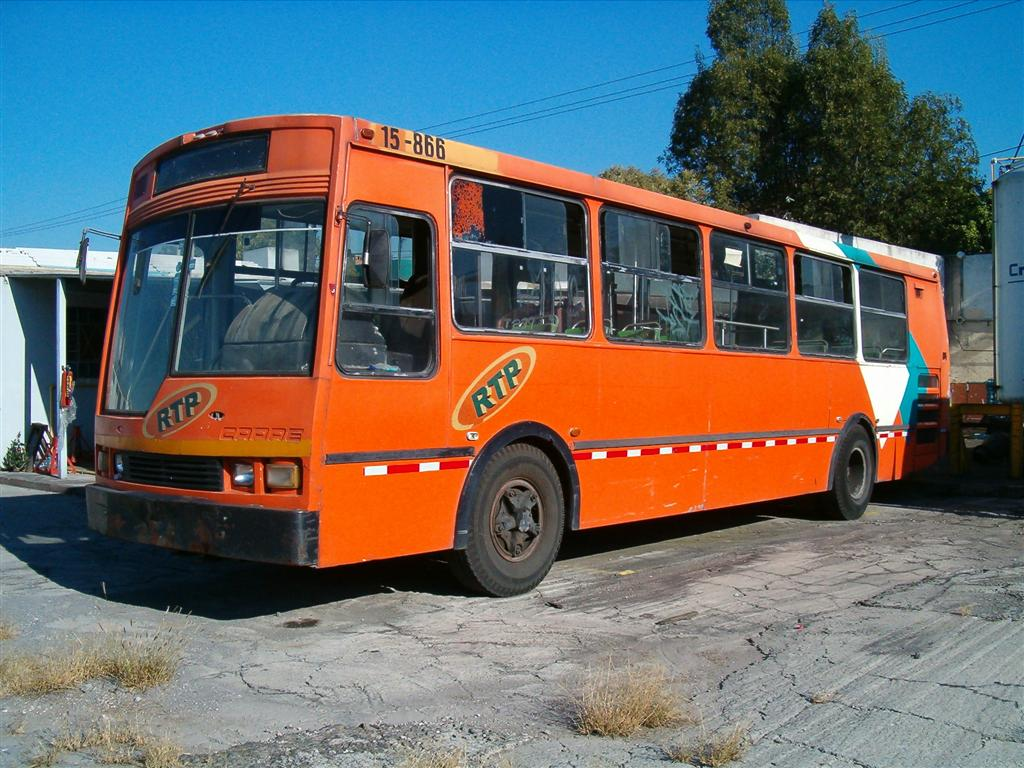
Autobús Ruta 100 Carrocerías Preconstruidas - CAPRE.

Después de esa etapa de crisis, tanto administrativa como laboral, se anunció un Programa de Modernización de la empresa, que consistió en la adquisición de 1010 autobuses nuevos y la rehabilitación y reconstrucción del resto de la flota vehicular. También cambiaron los colores de las unidades en gris con dos franjas azules y una verde para recalcar la utilización de motores ecológicos, es decir, con menos emisiones contaminantes.
Así, se adquirieron 10 autobuses articulados MASA S545, 200 CAPRE (Autobús Chato Diseño Ruta 100), 600 Bóxer Medianos y 200 Bóxer Cortos (los dos últimos, para rutas de alta montaña).
A mediados de 1994, se adquirieron 170 autobuses articulados MASA U18, que fueron puestos en servicio en cuatro rutas troncales.
A pesar de este nuevo impulso al organismo, los días de R-100 estaban contados.

### Liquidación
El 8 de abril de 1995 el DDF, encabezado por Espinoza Villarreal, decretó la quiebra de R-100, debido —según las autoridades capitalinas— a su insolvencia económica y la deficiencia de su servicio.
El origen del deterioro financiero del organismo, según Jesús Salazar Toledano, entonces secretario general de Gobierno del DDF, radicó en la "coadministración" entre Sutaur-100 y funcionarios del organismo.
A la una y media de la madrugada de ese sábado, policías armados con escudos y toletes tomaron el control de los 27 módulos operativos (encierros) de la paraestal, e impidió el ingreso del personal, que a las tres de la mañana se presentó a sus respectivos lugares de trabajo para iniciar las corridas del día.
También ese día y los subsiguientes se detuvo a Ricardo Barco y otros 11 líderes del Sutaur-100, acusados de desviar 9 millones de pesos del fondo de ahorro de los trabajadores.
El DDF puso en operación un sistema de transporte emergente con mil 250 camiones que dieron servicio gratuito en 45 rutas durante 10 días, que resultó deficiente e inoperante. posteriormente el servicio fue ampliado a 90 rutas pero de igual manera resultó inoperante y deficiente puesto que se prestaba servicio con Autobuses provenientes de distintas líneas del Estado de México así como un número importante de Microbuses del D.F. 
R-100 transportaba diariamente a 2,8 millones de usuarios en 207 rutas y daba empleo a 12 mil 98 trabajadores sindicalizados y mil 694 empleados de confianza.
El juicio de quiebra del organismo se inició en 1989, después de la huelga. Seis años después el juez primero de lo concursal en el Distrito Federal obsequió el permiso para comenzar la desintegración de la paraestatal, proceso cuya responsabilidad recayó en Banobras.
Las autoridades capitalinas ofrecieron a los empleados de R-100 indemnizaciones superiores a las de la ley; sin embargo, la mayoría de ellos optó por la movilización para exigir la restitución de su fuente de empleo.
En tanto, los antiguos autobuses de R-100, pintados de blanco y rojo y sin los logotipos del organismo, conducidos por personas ajenas a la empresa, salieron al poco a las calles bajo la denominación de Sistema de Transporte Temporal.
La inexperiencia de la operadores emergentes ocasionó retrasos en el servicio y accidentes.
De igual forma las rutas que operaban al Estado de México fueron inhabilitadas de manera permanente, salvo unos años después que se recuperaron algunas ya en manos de los concesionarios de los microbuses que eventualmente dejaron al no tener la misma afluencia, además de continuas disputas con las empresas de transporte mexiquenses.
Tras la declaración de la quiebra ocurrieron misteriosos hechos que a la fecha no están esclarecidos: el suicidio del entonces secretario de Transporte del DF, Luis Miguel Moreno, el 10 de abril; el acribillamiento, el 18 de junio, de Humberto Priego, el fiscal asignado a la causa contra los líderes del Sutaur-100, y la ejecución, al siguiente día, del magistrado Abraham Polo Uscanga, quien denunció presiones del entonces presidente del Tribunal Superior de Justicia del Distrito Federal, Saturnino Agüero, para girar las órdenes de aprehensión contra los representantes gremiales.

### Después de la liquidación
Cinco años después de la desintegración de R-100, el ya para entonces Gobierno del Distrito Federal intentó en varias ocasiones licitar las 10 empresas en se dividió el organismo, dos de las cuales (Servicio Metropolitano de Transporte 17 de Marzo y Autotransporte Metropolitano Siglo Nuevo, agrupadas bajo la denominación de Grupo Metropolitano de Transporte) se otorgaron a extrabajadores de la paraestatal, como parte de la negociación para desactivar el conflicto por la quiebra.
Ese mismo año la entonces jefa de Gobierno del DF, Rosario Robles Berlanga, emitió decretos por los que se extinguió el organismo público descentralizado Autotransportes Urbanos de Pasajeros R-100 y por el que se declaró como patrimonio del Distrito Federal los bienes muebles e inmuebles que a la fecha administraba el Consejo de Incautación del organismo.
Entonces se creó la Red de Transporte de Pasajeros (RTP) del Distrito Federal, con el objetivo de brindar servicio radial de transporte público de pasajeros, preferentemente en zonas periféricas de escasos recursos en el Distrito Federal.
De esta forma, lo que fue R-100, después de la quiebra de 1995, quedó distribuido de la siguiente forma:

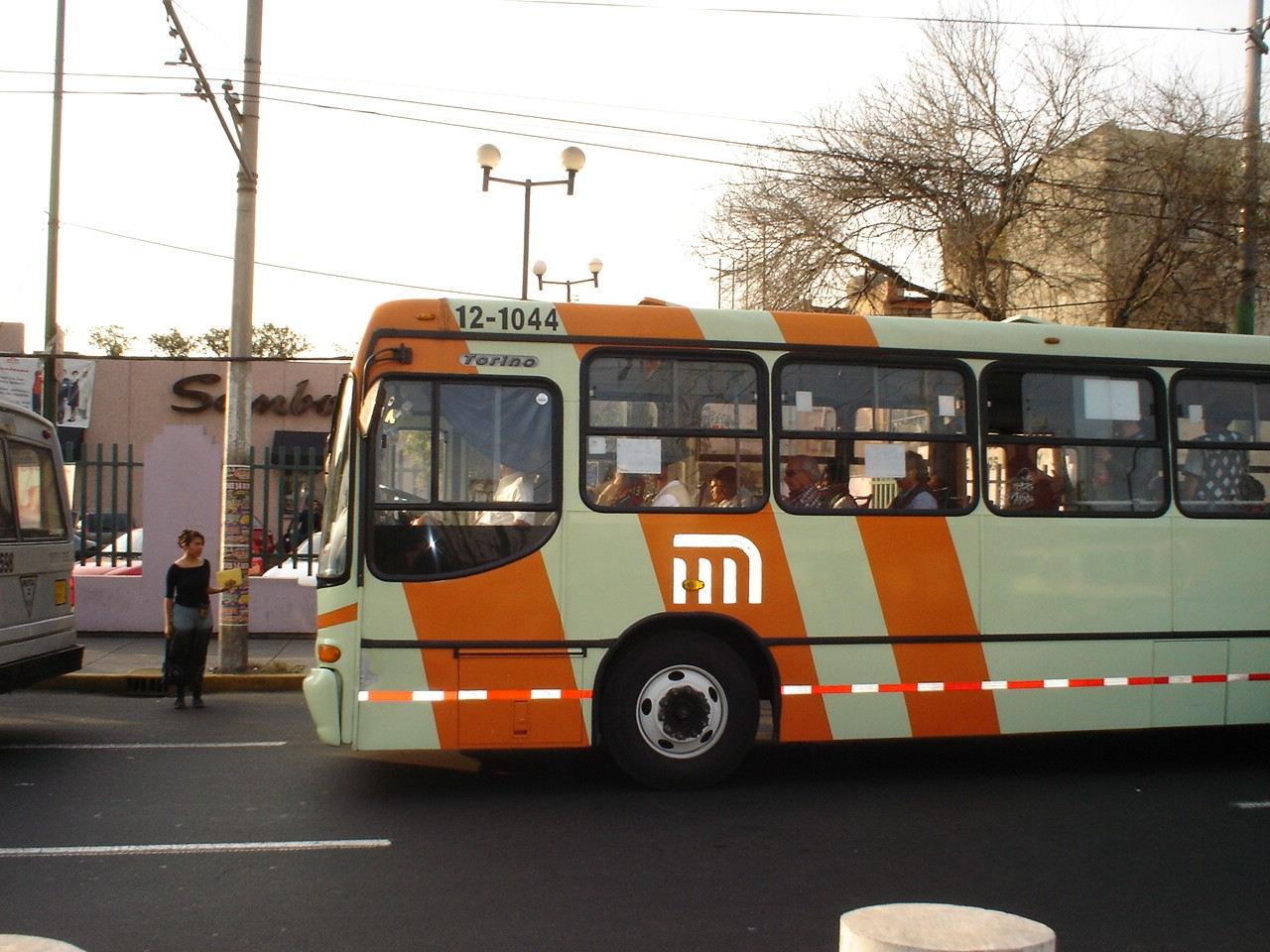
Autobús de la RTP.

- RTP: Presta servicio en 88 rutas y administra ocho módulos operativos (encierros). Cuenta con una flota de mil 317 autobuses de reciente adquisición.

- Grupo Metropolitano de Transporte: Integrado por extrabajadores de R-100, presta servicio en 45 rutas, tiene una flotilla de 750 autobuses y administra nueve módulos operativos opera los códigos de Ruta 110 (Servicios Metropolitanos de Transporte 17 de Marzo, región Norte-Centro) y 112 (Autotransportes Siglo nuevo, región Sur-Oriente).

- Ruta 111: Empresa perteneciente al Grupo Ruano. De inversión privada, administra los módulos operativos números 1 y 2, y las rutas que administraba éste. Corre sobre todo a la delegación Magdalena Contreras.

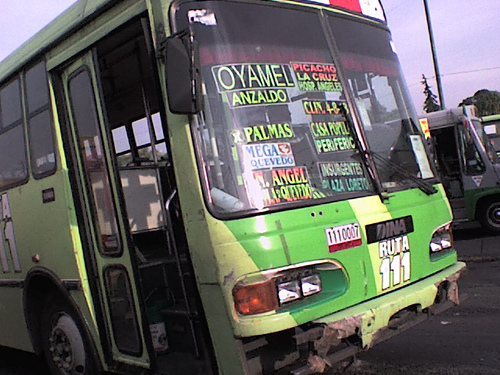
Autobús de la Ruta 111.

- Ruta 114: (Monte de Las Cruces) empresa de capital privado, Corre hacia la delegación Cuajimalpa y el municipio de Huixquilucan, en el estado de México.

- Ruta 115: Autotransportes Nuevo Milenio que opera el Eje 1 Oriente con el corredor vial del mismo nombre y algunas rutas de la extinta Ruta-100. Actualmente es parte del Grupo Metropolitano del Transporte GMT. Administra el ex-módulo 6.

- Ruta 117: Con la razón social Transportes Urbanos del Sur, SA, corre hacia el surponiente del DF, principalmente a las zonas altas de la delegación Álvaro Obregón.

- Ruta 118: También de capital privado, se le concesionaron las rutas 22 y 16 de la ex R-100, las cuales corren sobre el Eje 1 y 2 Norte respectivamente.

- Ruta 119: Empresa de capital privado con la razón social Autotransportes Urbanos Sur-Oriente, que corre hacia el suroriente del D.F. Principalmente desde el Metro Constitución de 1917 hacia distintos derroteros ubicados en Iztapalapa y en cierta medida Tláhuac.

Empresas Finadas y no concretadas
Algunas empresas de transporte urbano de la Ciudad de México le fueron concesionadas algunas de las antiguas rutas de Ruta 100 pero por malas decisiones, baja afluencia y otros motivos se declararon en quiebra o dejaron de prestar servicio entre ellas se encuentran:
- Ruta 116: "Autotransportes Montealto" fue una empresa de inversión privada constituida por la empresa del mismo nombre que brindaba sus servicios hacia el Estado de México, la empresa operó principalmente las rutas 7 M. Rosario - Alfonso XIII, 10 M. Rosario - G. Sánchez y 57 Metro Rosario - Metro Cuatro Caminos (por Primero de Mayo); sin embargo, una mala administración combinada con una baja afluencia en sus rutas concesionadas terminó por finar la empresa y desmantelarla, por lo que actualmente las rutas no son operadas. La RTP está negociando con la actual Semovi para poder operar las rutas.

- Ruta 113: es una de las pocas empresas que no se concretó por razones económicas y administrativas por parte de los malos manejos de los socios.

## Actualidad
Al día de hoy, podemos concluir que de 10 empresas en las que se dividió el organismo solo quedan operativas 8 de ellas, adicionando las que se han creado para los corredores viales de transporte y proyectos de Metrobús.
Algunos factores relevantes de que algunas empresas no sigan prestando sus servicios son:
- La competencia desleal entre las mismas.
- Bajas frecuencias de servicio.
- Desatención y abandono de ramales que en el pasado eran de una afluencia moderada.
- Imposibilidad de incluir servicios y rutas que penetren al estado de México por la complicidad con las empresas camioneras Mexiquenses y algunas del D.F. que también entran a este mismo (quizá una excepción sea la Ruta 114 Monte de las Cruces que ha incluido derroteros a Huixquilucan y parte del derrotero La Marquesa-Salazar).
- Unidades en ocasiones en mal estado y que provocan accidentes.
- Operadores no capacitados en algunos casos.
- Empalme con rutas de microbuses ocasionando conflictos graves y riñas entre operadores y choferes de distintas organizaciones y empresas.
- Canibalización entre organizaciones de peseros y empresas de autobuses en el reparto de las antiguas rutas de la paraestatal finada.
- El constante desabasto de refacciones a la empresa estatal RTP, así como diversos mecanismos de control político y sindical para evitar que los empleados denuncien situaciones y se subleven para así declarar a esta paraestatal en quiebra y repetir un escenario similar al ocurrido en 1995 para privatizar al 100% el servicio de transporte urbano en la Ciudad de México y darle preferencia a grupos de poder que se organizan en consorcios dueños de unidades de microbuses.
- Empresas de transporte recién creadas bajo corredores viales que quiebran por la supuesta "competencia-desleal" de RTP aún sabiendo que es un servicio a bajo precio con carácter social que no busca el lucro sino el apoyo a todas las clases sociales que buscan economizar sus gastos, mientras que las empresas tienen por objetivo recibir ingresos dejando de lado los demás factores.
- Incremento en el costo del traslado de una persona Méx/D.F. y viceversa, así como traslados dentro del D.F.
- Acaparamiento y monopolización del transporte metropolitano por parte de empresas de autobuses y microbuses concesionados de ambas entidades, sin un beneficio para la población de una de las áreas metropolitanas más grandes del mundo. Quienes en este momento hubiesen tenido la empresa de transporte más eficiente de toda Latinoamérica al nivel del transporte urbano de la Ciudad de Curitiba en Brasil.
- Incapacidad para brindar servicios alimentadores eficaces a estaciones de Tren Suburbano y Metro.
- Consolidación de líderes camioneros en empresarios monopolizadores en ciertas rutas (ejemplo Toreo-Canal de Chalco), así como un empeoramiento en la calidad de vida de los mismos empleados del medio.
- Beneficios importantes para las armadoras de autobuses y los gobiernos al permitir la incapacidad conectiva de los transportes gubernamentales.
- Aunque para 1997 la situación dio un vuelco para las primeras elecciones a Jefe de Gobierno resultando ganador el PRD, la situación continuó siendo la misma, incluso hoy en día manteniendo a la población del D.F. con muchas dádivas supuestamente en beneficio de la gente más necesitada pero pagada con los impuestos de todos mismos que podrían también servir para mejorar la calidad de varios servicios como éste. También se maquilla el objetivo de RTP de prestar servicio a zonas de bajos recursos pero no mejorando la calidad del transporte en las demás áreas. Esto en contubernio con varios líderes camioneros y microbuseros como Jesus Doval, Jesus Padilla Centeno, el secretario actual de Transporte y Vialidad Armando Quintero entre otros.

Los intentos por mejorar el transporte han tratado de paliarse con la consolidación del Tren Suburbano y otros transportes de propiedad federal, pues el D.F. sigue provocando una situación tipo Muro de Berlín en cuestión de transporte urbano.
La quiebra de Ruta 100 no solo dejó pérdidas irreparables a la conectividad del área metropolitana sino que este mismo daño podría tomar décadas repararlo para reponer una calidad de servicio similar a la que prestaba Ruta 100, asimismo muchas zonas del estado de México aún están expuestas a condiciones infrahumanas de transporte debido a esto pues los autobuses mexiquenses no cuentan con un esquema que pueda garantizar la seguridad y traslado rápido, así como complicidad con autoridades de ambos estados y de algunas delegaciones del D.F. alejadas, aunado a la descomposición de poderes y negativa de ambos gobiernos para conjuntar un plan integral de transporte, dejaron a la ciudad con un considerable atraso de 35 a 40 años en este mismo rubro, el cual con las actuales administraciones del D.F. y Méx. seguirá vigente hasta que ambos gobiernos circulen de común acuerdo para reponer servicios con la misma calidad.

## Red operada por Ruta 100

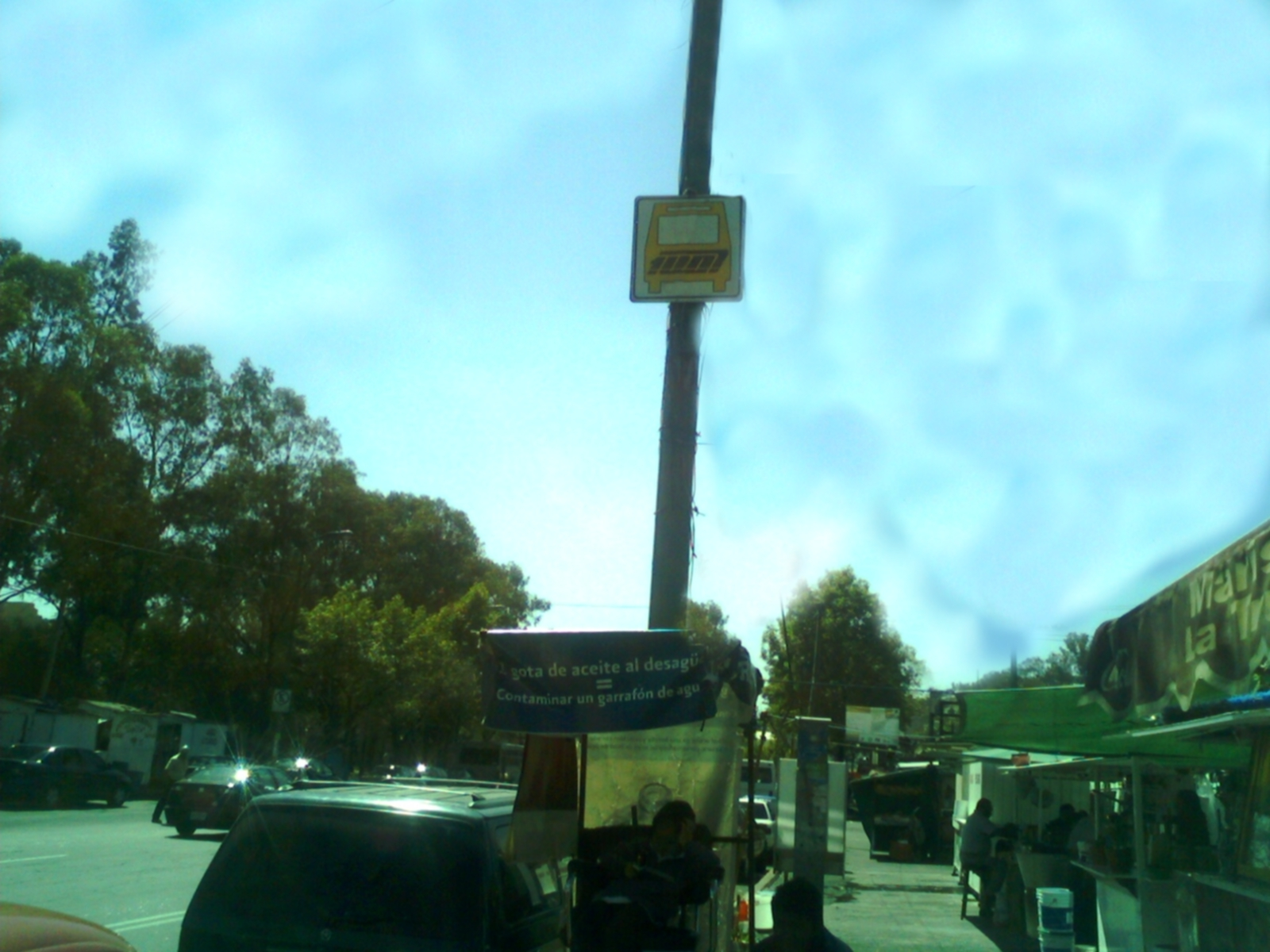
Parada de Ruta 100.

Ruta 100 llegó a tener 262 rutas que cubrían el 86% del Valle de México. En el año de la quiebra, la cifra fue de 212.
El organismo operaba dos tipos de ruta
- Rutas directas: (rango numérico 1-99): Cruzaban la ciudad de norte a sur y de oriente a poniente usando las vialidades arteriales de la ciudad, ya sean ejes viales o avenidas importantes. Su característica principal es que enlazaban extremos opuestos de la ciudad, por ello constituían la "red ortogonal" o malla central de las rutas de autobuses.

- Servicios Alimentadores de la Red Ortogonal (SARO): (rango numérico 100-199): Enlazaban alguna zona periférica de la ciudad con la estación del Metro más cercana. A diferencia de las rutas directas, éstas rutas tenían un carácter más radial, es decir, no cruzaban de un extremo a otro la ciudad.

Esta es una lista de las rutas operadas por la Ruta 100 hasta antes de la quiebra:
| Rutas directas | \| 4 \| 5 \| 6-A \| 6-B \| 7 \| 8 \| 9 \| 10 \| 11 \| 12 \| 13 \| 16 \| 17 \| \| 18 \| 19 \| 19-A \| 20 \| 22 \| 22-A \| 23 \| 23-A \| 24 \| 24-A \| 25 \| 26 \| 26-B \| \| 27 \| 28 \| 29 \| 29-A \| 30 \| 31 \| 31-A \| 31-B \| 32 \| 33 \| 34 \| 35 \| 36 \| \| 37 \| 38 \| 39 \| 39-A \| 40 \| 40-B \| 41 \| 41-B \| 42 \| 43 \| 44 \| 45 \| 46 \| \| 47 \| 47-A \| 47-B \| 47-D \| 49-B \| 50 \| 50-A \| 50-B \| 52 \| 52-A \| 52-B \| 52-C \| 52-D \| \| 54 \| 55 \| 55-A \| 56 \| 57 \| 58 \| 59-A \| 60 \| 64 \| 72 \| 72-A \| 76 \| 78 \| | 78 Rutas |      |      |      |      |      |    |      |      |      |      |
| 4              | 5 | 6-A      | 6-B  | 7    | 8    | 9    | 10   | 11 | 12   | 13   | 16   | 17   |
| 18             | 19 | 19-A     | 20   | 22   | 22-A | 23   | 23-A | 24 | 24-A | 25   | 26   | 26-B |
| 27             | 28 | 29       | 29-A | 30   | 31   | 31-A | 31-B | 32 | 33   | 34   | 35   | 36   |
| 37             | 38 | 39       | 39-A | 40   | 40-B | 41   | 41-B | 42 | 43   | 44   | 45   | 46   |
| 47             | 47-A | 47-B     | 47-D | 49-B | 50   | 50-A | 50-B | 52 | 52-A | 52-B | 52-C | 52-D |
| 54             | 55 | 55-A     | 56   | 57   | 58   | 59-A | 60   | 64 | 72   | 72-A | 76   | 78   |

## Módulos operativos
Ruta 100 llegó a tener 50 módulos, de los cuales aproximadamente 30 eran operativos, es decir, se usaban para la maniobra de autobuses. El resto eran módulos complementarios, administrativos o talleres específicos de la empresa.
A continuación el listado de módulos operativos que tuvo Ruta 100:
- Módulo 1 Av. de las Torres, Col. Ampliación Miguel Hidalgo, Alcaldía Tlalpan.
- Módulo 2 Av. Miguel Ángel de Quevedo #1461, Col. Atlántida, Alcaldía Coyoacán.
- Módulo 3 Av. México #6114, Col. Huichapan, Alcaldía Xochimilco.
- Módulo 4 y 4A Río Becerra #120, Col. Carola, Alcaldía Álvaro Obregón
- Módulo 5 Av. Obrero Mundial, Col. Narvarte, Alcaldía Benito Juárez.
- Módulo 6 Puerto Mazatlán #269, Col. La Pastora, Alcaldía Gustavo A. Madero.
- Módulo 8 Braulio Maldonado #100, Col. Consejo Agrarista Mexicano, Alcaldía Iztapalapa.
- Módulo 9 Camino a Huizachito #1, Col. Navidad, Alcaldía Cuajimalpa.
- Módulo 10 Constitución de la República #1025, Col. La Providencia, Alcaldía Gustavo A. Madero.
- Módulo 12 Calle 301 S/N, Col. Nueva Atzacoalco Alcaldía Gustavo A. Madero.
- Módulo 13 Canal de San Juan #202, Col. Tepalcates, Alcaldía Iztapalapa.
- Módulo 14 Porto Alegre #60, Col. San Andrés Tetepilco, Alcaldía Iztapalapa.
- Módulo 15 5 de Mayo #62, Col. Merced Gómez, Alcaldía Álvaro Obregón.
- Módulo 16 París #190, Col. El Carmen, Alcaldía Coyoacán.
- Módulo 18 Av. Eduardo Molina esq. Oriente 157, Col. Nueva Atzacoalco, Alcaldía Gustavo A. Madero.
- Módulo 19 5 de Mayo N.º 8 Col. Pueblo Los Reyes Alcaldía Iztapalapa.
- Módulo 20 Calzada de las Bombas y Canal Nacional, Col. Cafetales Residencial, Alcaldía Coyoacán.
- Módulo 21 Calle 6 de Marzo Alcaldía Venustiano Carranza.
- Módulo 22 Real San Martín #270, Col. Reynosa Tamaulipas, Alcaldía Azcapotzalco
- Módulo 23 Avenida San Pablo Xalpa #306, Col. Reynosa Tamaulipas, Alcaldía Azcapotzalco.
- Módulo 24 Lago Caneguín #130, Colonia Argentina Antigua, Alcaldía Miguel Hidalgo.
- Módulo 25 Av. Camino a San Juan de Aragón esq. Puerto Acapulco, Col. San Juan de Aragón, Alcaldía Gustavo A. Madero.
- Módulo 27 Cultura Norte S/N, Col. San Martín Xochinahuac, Alcaldía Azcapotzalco.
- Módulo 28 Agricultura esq. Bellas Artes, Col. Federal, Alcaldía Venustiano Carranza.
- Módulo 29 Av. Aquiles Serdán, Col. Santo Domingo, Alcaldía Azcapotzalco.
- Módulo 30 Palestina #170 Col. El Recreo, Alcaldía Azcapotzalco.
- Módulo 31 Av. de los 100 Metros
- Módulo 32 Av. de los Ángeles #25, Col. Nueva España, Alcaldía Azcapotzalco.
- Módulo 33 Calz. Vallejo, Col. Progreso Nacional, Alcaldía Gustavo A. Madero.
- Módulo 34 Puerto Mazatlán #11, Col. La Pastora, Alcaldía Gustavo A. Madero.
- Módulo 35 Cuauhtémoc #65, Col. Pueblo San Juan de  Aragón, Alcaldía Gustavo A. Madero.
- Módulo 37 Calz. San Juan de Aragón #109 Col. Villa Gustavo A. Madero, Alcaldía Gustavo A. Madero.
- Módulo 39 Av. Telecomunicaciones S/N, U.H.Ejército Constitucionalista, Alcaldía Iztapalapa.
- Módulo 41 Calzada Ermita-Iztapalapa, Col. Santiago Acahualtepec, Alcaldía Iztapalapa.
- Módulo 46 5 de Mayo, Col. Cuautepec Barrio Bajo, Alcaldía Gustavo A. Madero.
- Módulo 47 FFCC Hidalgo esquina con Malintzin, Col. Villa Gustavo A. Madero, Alcaldía Gustavo A. Madero.
- Módulo 51A En la Alcaldía Iztapalapa, Col Santa Martha Acatitla, sobre Calz. Ermita Iztapalapa, junto con el Módulo 41,
- Módulo 51B En la Alcaldía Gustavo A. Madero, Col. La Pradera, a un costado del Módulo 10.
- Módulo 51C Av. del Imán esq. Delfín Madrigal, Col. Pedregal de Carrasco, Alcaldía Coyoacán.
- Módulo 51N Este fue el primer módulo de R-100, posteriormente renombrado como 51N. 16 de Septiembre, Naulcapan, Edo. de México.
- Módulo 53 Aquiles Serdán #5865, Col. Las Animas, Del. Xochimilco.

La razón por la que existieron cuatro "módulos 51" (A,B,C y N) es que fueron con los que el DDF contaba al principio, antes de que se hiciera cargo de todo el transporte de la Ciudad de México y absorbiera los módulos detallados anteriormente y que pertenecían al pulpo camionero de la época.
Después de la quiebra, los terrenos pasaron a la jurisdicción de Banobras (que se encargó de administrar los bienes en el proceso de quiebra). Ocho módulos fueron asignados al nuevo esquema de transporte de la Red de Transporte de Pasajeros de la Ciudad de México (3, 8, 8A, 12, 15, 23, 24 y 34); 5 fueron asignados al Grupo Metropolitano de Transporte (6, 10, 13, 20, 41 y 51A) y otros fueron vendidos a particulares o se utilizaron para proyectos del Instituto Nacional de la Vivienda de la Ciudad de México.